# J에게
"J에게"는 1985년에 개봉한 대한민국의 영화이다.

## 캐스팅
- 박순천 : 다흰 역
- 윤승원 : 준 역
- 김숙진
- 정진
- 김벌래
- 남궁원 (특별출연)